# Forza Quds
La Forza Quds (in persiano نیروی قدس‎, Nīrū-ye Qods, o سپاه قدس, Sepāh-e Qods) è una componente del Corpo delle Guardie della rivoluzione islamica (una delle tre Forze armate dell'Iran), organizzata su unità di forze speciali e di raccolta informazioni militari, responsabile delle operazioni al di fuori del Paese.
Al-Quds (in arabo القدس‎?) ovvero "la (città) Santa", è uno dei tre nomi arabi per la città di Gerusalemme (gli altri due sono Ūrushalīm e Bayt al-Maqdis). Per tale ragione spesso la stampa occidentale si riferisce a questa formazione o anche all'omonima formazione palestinese con il nome di "Brigata Gerusalemme" come sineddoche.
Gli Stati Uniti nel 2007 hanno classificato la Forza Quds come una forza di sostegno al terrorismo di matrice islamica.

## Storia
La Forza Quds venne creata durante la guerra Iran-Iraq come forza speciale del Corpo delle Guardie della rivoluzione islamica. Durante e dopo la guerra, la Forza Quds fornì supporto ai Curdi nella lotta a Saddam Hussein. Dal 1982, un'unità della Forza Quds operò in Libano, dove assistette alla generazione dell'Hezbollah. Durante le guerre jugoslave, la Forza Quds appoggiò i bosniaci musulmani, inviando sue truppe in quel Paese.
Secondo una stima del Pentagono, nel corso dell'occupazione statunitense dell'Iraq le operazioni in cui è stata coinvolta questa unità avrebbero causato la morte di oltre 600 soldati americani.
Durante la guerra civile siriana ha operato a fianco delle forze del presidente della Siria Baššār al-Asad nel conflitto contro l'Isis, appoggiando nel contempo anche il governo iracheno, armando le milizie sciite dette Forze di Mobilitazione Popolare (PMU) impegnate nella lotta alla formazione jihadista durante la guerra civile irachena.

## Attività

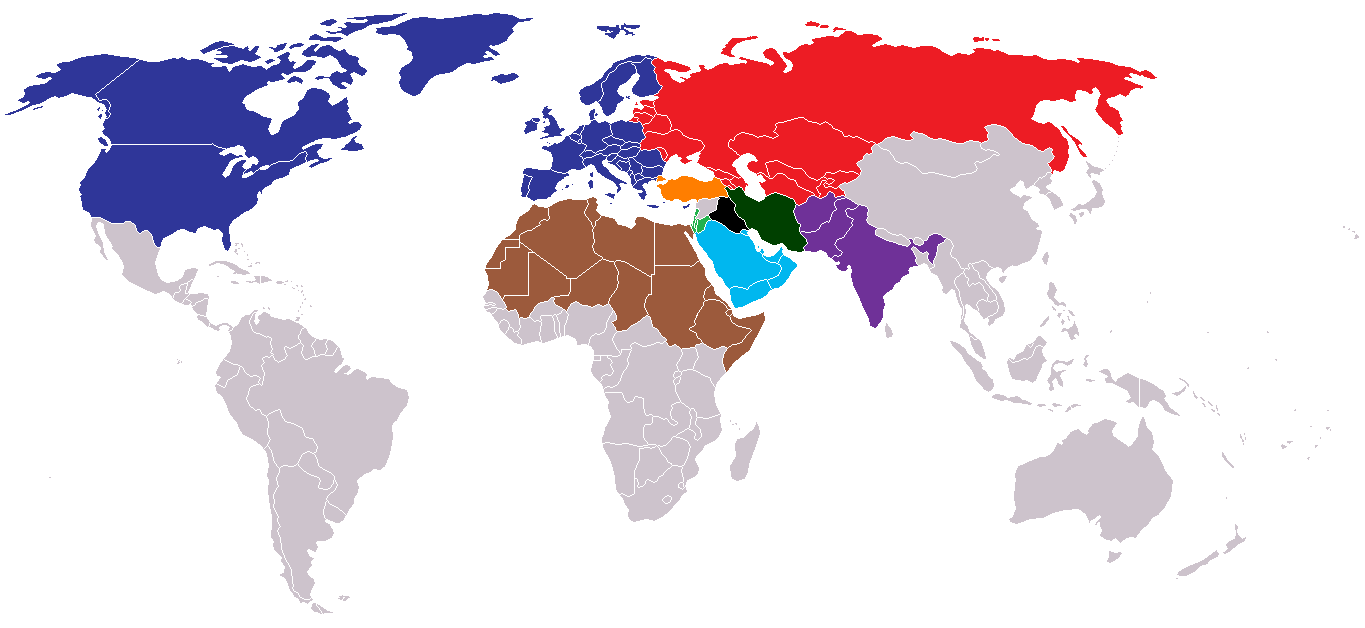
Le 8 aree in cui è suddiviso il mondo per le operazioni della Quds

I membri della Forza Quds si addestrano principalmente nella base “Imām ʿAlī” vicino a Teheran, alla base di Wali-i Assar presso Shiraz e al “College Gerusalemme”, nella città santa di Qom, responsabile dell'addestramento “spirituale” e “dottrinario” delle reclute.
Responsabile di tutte le operazioni all'estero, sia militari sia clandestine, la Forza Quds attualmente controlla la zona di Herat in Afghanistan, una parte dell'Iraq - dove sostiene le Forze di Mobilitazione Popolare (PMU) - rifornisce di uomini e armi il governo siriano di Bashar al-Assad, in Libano e Palestina finanzia Hezbollah e Hamas (considerate organizzazioni terroristiche dagli USA e dall'Unione Europea).

## Organizzazione
Si stima (2007) che tale unità sia composta da 15.000 persone, di cui oltre 3000 agenti in tutto il mondo.
Appartenente a queste forze speciali è la Unità 400, con compiti definiti dall'intelligence USA «di condurre sensibili operazioni coperte all'estero che includono attacchi terroristici, rapimenti, assassini e sabotaggi». Tra le varie operazioni che vengono attribuite dagli USA a questa forza figura il tentativo di assassinare l'ambasciatore saudita a Washington attraverso contatti con cartelli della droga messicani. Il quartier generale di questo gruppo speciale è collocato da fonti nella parte sud est di Teheran.
Per i movimenti aerei e di trasporto di armi e materiali le forze Quds si avvalgono, oltre che degli aerei dell'IRGC e dell'IRIAF, di numerose compagnie aeree di copertura, tra cui Pouya Air, Caspian Co., Qeshm Fars Air, tutte basate sull'Aeroporto Internazionale di Teheran-Mehrabad, o di aerei passeggeri della Mahan Air o di altre compagnie iraniane.

## Comandanti
I vertici fanno rapporto direttamente alla guida suprema dell'Iran Ali Khamenei. Il suo comandante attuale è il brigadier generale Esmail Qaani, il quale ha sostituito Qasem Soleimani, che la guidava dal 1998, a seguito della sua uccisione mirata avvenuta il 3 gennaio 2020. Soleimani aveva a suo tempo sostituito Ahmad Vahidi, attualmente ministro della Difesa.
- Generale di brigata Ahmad Vahidi (1988 - 1998)
- Tenente generale Qasem Soleimani (1998 - 2020) †
- Generale di brigata Esmail Qaani (2020 - in carica)

## Stemma
Il simbolo della Forza Quds racchiude l'intera missione dell'unità: un pugno che stringe un mitra al cui vertice è scritto il sessantesimo verso dell'ottava Sura del Corano “al-Anfāl” in cui è scritto: “Preparate, contro di loro, tutte le forze che potrete [raccogliere] e i cavalli addestrati, per terrorizzare il nemico di Allah e il vostro e altri ancora che voi non conoscete, ma che Allah conosce. Tutto quello che spenderete per la causa di Allah vi sarà restituito e non sarete danneggiati”.